# Giovanni Sarracino
Giovanni Sarracino foi um fotógrafo italiano, nascido em Torre del Greco no final do século XIX, que emigrou para o Brasil ainda jovem. Na Itália, estudou pintura e desenho e já no Brasil frequentou o Liceu de Artes e Ofícios. Teve estúdios próprios de fotografia no centro da cidade de São Paulo, sendo que o primeiro registrado é de 1901, na Rua Formosa. Em 1906, mudou o estúdio para a Rua 15 de Novembro, onde ficou até 1918. Em seguida, levou o estúdio para o Largo da Sé. Seus estúdios estavam próximos aos de outros fotógrafos importantes do início do século XX em São Paulo, como Guilherme Gaensly e Valério Vieira. Sarracino figura entre outros fotógrafos italianos da época que documentaram as transformações na cidade de São Paulo no período e que produziram retratos de sua população, como Vincenzo Pastore e Aurélio Becherini. .
Em 1902, o estúdio fotográfico de Sarracino figurava entre os estúdios de São Paulo com fotografias mais interessantes de crianças de 1 a 7 anos eleitos pelo periódico Educação.
Foi exibidor e acionista minoritário da Companhia Cinematográfica Brasileira (CCB), fundada em 1911.
Sarracino é autor do Retrato em tamanho natural de Santos Dumont, fotopintura de 197 centímetros de altura por 75,5 centímetros de largura do inventor Alberto Santos Dumont. A obra de 1904 está exposta no Museu do Ipiranga, também conhecido como Museu Paulista, rendeu a Sarracino a medalha de bronze na exposição Luisiana Purchase Exposition, nos EUA. O fotógrafo também participou em 1908 da Exposição Nacional com retratos de personalidades.